# Igor Koronov
Bản mẫu:Eastern Slavic name
Igor Petrovich Koronov (tiếng Nga: Игорь Петрович Коронов; sinh ngày 6 tháng 4 năm 1986) là một cầu thủ bóng đá người Nga. Anh thi đấu cho Orenburg.